# Okręg wyborczy nr 24 do Sejmu Rzeczypospolitej Polskiej
Okręg wyborczy nr 24 do Sejmu Rzeczypospolitej Polskiej obejmuje obszar województwa podlaskiego. W obecnym kształcie został utworzony w 2001. Wybieranych jest w nim 14 posłów w systemie proporcjonalnym (do 2011 wybierano 15 posłów).
Siedzibą okręgowej komisji wyborczej jest Białystok.

## Wyniki wyborów
| Podział 15 mandatów: SLD–UP: 6 Samoobrona: 2 PSL: 2 PO: 1 PiS: 2 LPR: 2 |

| Podział 15 mandatów: SLD: 2 Samoobrona: 2 PSL: 1 PO: 3 PiS: 5 LPR: 2 |

| Podział 15 mandatów: LiD: 2 PSL: 1 PO: 5 PiS: 7 |

| Podział 14 mandatów: SLD: 1 RP: 1 PSL: 1 PO: 5 PiS: 6 |

| Podział 14 mandatów: PSL: 1 NRP: 1 K’15: 1 PO: 3 PiS: 8 |

| Podział 14 mandatów: SLD: 1 KO: 3 PSL: 1 Konfederacja: 1 PIS: 8 |

| Podział 14 mandatów: KO: 3 TD: 3 Konfederacja: 1 PiS: 7 |

## Reprezentanci okręgu
| Sejm | Rok  | Poseł KW         | Poseł KW              | Poseł KW              | Poseł KW                 | Poseł KW       | Poseł KW       | Poseł KW                           | Poseł KW                                 | Poseł KW           | Poseł KW                                                  | Poseł KW                        | Poseł KW          | Poseł KW           | Poseł KW              | Poseł KW         | Poseł KW           | Poseł KW           | Poseł KW           | Poseł KW      | Poseł KW                | Poseł KW                      | Poseł KW                          | Poseł KW | Poseł KW        | Poseł KW | Poseł KW       | Poseł KW | Poseł KW          | Poseł KW | Poseł KW            |
| ---- | ---- | ---------------- | --------------------- | --------------------- | ------------------------ | -------------- | -------------- | ---------------------------------- | ---------------------------------------- | ------------------ | --------------------------------------------------------- | ------------------------------- | ----------------- | ------------------ | --------------------- | ---------------- | ------------------ | ------------------ | ------------------ | ------------- | ----------------------- | ----------------------------- | --------------------------------- | -------- | --------------- | -------- | -------------- | -------- | ----------------- | -------- | ------------------- |
| IV   | 2001 |                  | W. Cimoszewicz SLD–UP |                       | P. Krutul LPR            |                | K. Jurgiel PiS |                                    | G. Wiśniowska Samoobrona                 |                    | E. Czykwin SLD–UP (2001) SLD (2005) LiD (2007) SLD (2011) |                                 | M. Kamiński PiS   |                    | M. Czerniawski SLD–UP |                  | J. Zaworski SLD–UP |                    | E. Borawski PSL    |               | J. Laskowski Samoobrona |                               | M. Zagórski PO                    |          | B. Ciruk SLD–UP |          | A. Czuż SLD–UP |          | A. Fedorowicz LPR |          | J. Mioduszewski PSL |
| IV   | 2003 | J. Zieliński PiS | W. Cimoszewicz SLD–UP |                       | P. Krutul LPR            |                |                |                                    | G. Wiśniowska Samoobrona                 |                    | E. Czykwin SLD–UP (2001) SLD (2005) LiD (2007) SLD (2011) |                                 | M. Kamiński PiS   |                    | M. Czerniawski SLD–UP |                  | J. Zaworski SLD–UP |                    | E. Borawski PSL    |               | J. Laskowski Samoobrona |                               | M. Zagórski PO                    |          | B. Ciruk SLD–UP |          | A. Czuż SLD–UP |          | A. Fedorowicz LPR |          | J. Mioduszewski PSL |
| IV   | 2004 | J. Zieliński PiS | W. Cimoszewicz SLD–UP | W. Borzuchowski PiS   | P. Krutul LPR            |                |                |                                    | G. Wiśniowska Samoobrona                 |                    | E. Czykwin SLD–UP (2001) SLD (2005) LiD (2007) SLD (2011) |                                 |                   |                    | M. Czerniawski SLD–UP |                  | J. Zaworski SLD–UP |                    | E. Borawski PSL    |               | J. Laskowski Samoobrona |                               | M. Zagórski PO                    |          | B. Ciruk SLD–UP |          | A. Czuż SLD–UP |          | A. Fedorowicz LPR |          | J. Mioduszewski PSL |
| V    | 2005 | J. Zieliński PiS |                       | K. Jurgiel PiS        | J. Jarota LPR            | J. Bogucki PiS |                | R. Tyszkiewicz PO (2005) KO (2019) | G. Wiśniowska Samoobrona                 | M. Strzaliński SLD | E. Czykwin SLD–UP (2001) SLD (2005) LiD (2007) SLD (2011) | J. Wójcik Samoobrona            | J. Klim PO        |                    | L. Kołakowski PiS     |                  | D. Raczkowski PO   |                    | E. Borawski PSL    | R. Czepe PiS  |                         |                               |                                   |          |                 |          |                |          | A. Fedorowicz LPR |          |                     |
| V    | 2006 | J. Zieliński PiS | K. Gwiazdowski PiS    | K. Jurgiel PiS        | J. Jarota LPR            | J. Bogucki PiS |                | R. Tyszkiewicz PO (2005) KO (2019) | G. Wiśniowska Samoobrona                 | M. Strzaliński SLD | E. Czykwin SLD–UP (2001) SLD (2005) LiD (2007) SLD (2011) | J. Wójcik Samoobrona            | J. Klim PO        |                    | L. Kołakowski PiS     |                  | D. Raczkowski PO   |                    | E. Borawski PSL    |               |                         |                               |                                   |          |                 |          |                |          | A. Fedorowicz LPR |          |                     |
| VI   | 2007 | J. Zieliński PiS | K. Gwiazdowski PiS    | K. Jurgiel PiS        |                          | J. Bogucki PiS | K. Putra PiS   | R. Tyszkiewicz PO (2005) KO (2019) |                                          | M. Kamiński PiS    | E. Czykwin SLD–UP (2001) SLD (2005) LiD (2007) SLD (2011) |                                 | J. Klim PO        |                    | L. Kołakowski PiS     | J. Matwiejuk LiD | D. Raczkowski PO   | J. Kamiński PSL    |                    | L. Cieślik PO |                         | J. Żalek PO (2007) PiS (2015) |                                   |          |                 |          |                |          |                   |          |                     |
| VI   | 2010 | J. Zieliński PiS | K. Gwiazdowski PiS    | K. Jurgiel PiS        | K. Tołwiński PiS         | J. Bogucki PiS |                | R. Tyszkiewicz PO (2005) KO (2019) |                                          | M. Kamiński PiS    | E. Czykwin SLD–UP (2001) SLD (2005) LiD (2007) SLD (2011) |                                 | J. Klim PO        |                    | L. Kołakowski PiS     | J. Matwiejuk LiD | D. Raczkowski PO   | J. Kamiński PSL    |                    | L. Cieślik PO |                         | J. Żalek PO (2007) PiS (2015) |                                   |          |                 |          |                |          |                   |          |                     |
| VII  | 2011 | J. Zieliński PiS | D. Piontkowski PiS    | K. Jurgiel PiS        |                          | J. Bogucki PiS |                | R. Tyszkiewicz PO (2005) KO (2019) | A. Rybakowicz RP                         | M. Kamiński PiS    | E. Czykwin SLD–UP (2001) SLD (2005) LiD (2007) SLD (2011) | E. Borawski PSL                 | B. Kudrycka PO    | B. Kamińska PO     | L. Kołakowski PiS     | —                | —                  |                    |                    |               |                         | J. Żalek PO (2007) PiS (2015) |                                   |          |                 |          |                |          |                   |          |                     |
| VII  | 2014 | J. Zieliński PiS | D. Piontkowski PiS    | K. Jurgiel PiS        | A. Sosna PO              | J. Bogucki PiS |                | R. Tyszkiewicz PO (2005) KO (2019) | A. Rybakowicz RP                         | M. Kamiński PiS    | E. Czykwin SLD–UP (2001) SLD (2005) LiD (2007) SLD (2011) | E. Borawski PSL                 |                   | B. Kamińska PO     | L. Kołakowski PiS     | —                | —                  |                    |                    |               |                         | J. Żalek PO (2007) PiS (2015) |                                   |          |                 |          |                |          |                   |          |                     |
| VIII | 2015 | J. Zieliński PiS | D. Piontkowski PiS    | K. Jurgiel PiS        | B. Krynicka PiS          | J. Bogucki PiS |                | R. Tyszkiewicz PO (2005) KO (2019) | A. Andruszkiewicz K’15 (2015) PiS (2019) |                    | K. Truskolaski .N (2015) KO (2019)                        | M. Baszko PSL (2015) PiS (2019) | T. Cimoszewicz PO | B. Kamińska PO     | L. Kołakowski PiS     | —                | —                  |                    | K. Gwiazdowski PiS |               |                         | J. Żalek PO (2007) PiS (2015) |                                   |          |                 |          |                |          |                   |          |                     |
| VIII | 2019 | J. Zieliński PiS | D. Piontkowski PiS    | H. Wnorowski PiS      | B. Krynicka PiS          | J. Bogucki PiS |                | R. Tyszkiewicz PO (2005) KO (2019) | A. Andruszkiewicz K’15 (2015) PiS (2019) |                    | K. Truskolaski .N (2015) KO (2019)                        | M. Baszko PSL (2015) PiS (2019) | T. Cimoszewicz PO | B. Kamińska PO     | L. Kołakowski PiS     | —                | —                  |                    | K. Gwiazdowski PiS |               |                         | J. Żalek PO (2007) PiS (2015) |                                   |          |                 |          |                |          |                   |          |                     |
| IX   | 2019 | J. Zieliński PiS | D. Piontkowski PiS    |                       | R. Winnicki Konfederacja |                | P. Krutul SLD  | R. Tyszkiewicz PO (2005) KO (2019) | A. Andruszkiewicz K’15 (2015) PiS (2019) |                    | K. Truskolaski .N (2015) KO (2019)                        | M. Baszko PSL (2015) PiS (2019) | A. Szczudło PiS   |                    | L. Kołakowski PiS     | —                | —                  |                    | K. Gwiazdowski PiS |               |                         | J. Żalek PO (2007) PiS (2015) | S. Krajewski PSL (2019) TD (2023) |          | E. Czykwin KO   |          |                |          |                   |          |                     |
| X    | 2023 | J. Zieliński PiS | D. Piontkowski PiS    | K. Bosak Konfederacja |                          | S. Hołownia TD | J. Bogucki PiS | A. Łepkowska-Gołaś KO              | A. Andruszkiewicz K’15 (2015) PiS (2019) |                    | K. Truskolaski .N (2015) KO (2019)                        | B. Okuła TD                     |                   | J. Niedźwiedzki KO | J. Sasin PiS          | —                | —                  | S. Łukaszewicz PiS | K. Gwiazdowski PiS |               |                         |                               | S. Krajewski PSL (2019) TD (2023) |          |                 |          |                |          |                   |          |                     |

### Wybory parlamentarne 2001
| Komitet wyborczy                                      | Komitet wyborczy                              | Głosów  | %     | Mandaty | Wybrani posłowie                                                                                                 |
| ----------------------------------------------------- | --------------------------------------------- | ------- | ----- | ------- | --- |
|                                                       | KKW Sojusz Lewicy Demokratycznej – Unia Pracy | 150 759 | 37,91 | 6       | Włodzimierz Cimoszewicz, Eugeniusz Czykwin, Mieczysław Czerniawski, Jan Zaworski, Barbara Ciruk, Aleksander Czuż |
|                                                       | Samoobrona Rzeczpospolitej Polskiej           | 47 875  | 12,04 | 2       | Genowefa Wiśniowska, Józef Laskowski                                                                             |
|                                                       | Liga Polskich Rodzin                          | 46 879  | 11,79 | 2       | Piotr Krutul, Andrzej Fedorowicz                                                                                 |
|                                                       | Prawo i Sprawiedliwość                        | 45 762  | 11,51 | 2       | Krzysztof Jurgiel, Michał Kamiński, Jarosław Zieliński, Wojciech Borzuchowski                                    |
|                                                       | Polskie Stronnictwo Ludowe                    | 43 588  | 10,96 | 2       | Edmund Borawski, Józef Mioduszewski                                                                              |
|                                                       | KWW Platforma Obywatelska                     | 33 478  | 8,42  | 1       | Marek Zagórski                                                                                                   |
|                                                       | KKW Akcja Wyborcza Solidarność Prawicy        | 19 450  | 4,89  | –       | |
|                                                       | Unia Wolności                                 | 7438    | 1,87  | –       | |
|                                                       | Polska Unia Gospodarcza                       | 1102    | 0,28  | –       | |
|                                                       | Alternatywa Ruch Społeczny                    | 845     | 0,21  | –       | |
|                                                       | Polska Partia Socjalistyczna                  | 489     | 0,12  | –       | |
| Frekwencja: 44,79% Źródło: Państwowa Komisja Wyborcza |                                               |         |       |         | |

Poniższa tabela przedstawia podział mandatów dla komitetów wyborczych na podstawie uzyskanych głosów, a następnie obliczonych ilorazów wyborczych na podstawie zmodyfikowanej metody Sainte-Laguë.
| Podział mandatów dla komitetów wyborczych na podstawie zmodyfikowanej metody Sainte-Laguë | Podział mandatów dla komitetów wyborczych na podstawie zmodyfikowanej metody Sainte-Laguë | Podział mandatów dla komitetów wyborczych na podstawie zmodyfikowanej metody Sainte-Laguë | Podział mandatów dla komitetów wyborczych na podstawie zmodyfikowanej metody Sainte-Laguë | Podział mandatów dla komitetów wyborczych na podstawie zmodyfikowanej metody Sainte-Laguë | Podział mandatów dla komitetów wyborczych na podstawie zmodyfikowanej metody Sainte-Laguë | Podział mandatów dla komitetów wyborczych na podstawie zmodyfikowanej metody Sainte-Laguë | Podział mandatów dla komitetów wyborczych na podstawie zmodyfikowanej metody Sainte-Laguë | Podział mandatów dla komitetów wyborczych na podstawie zmodyfikowanej metody Sainte-Laguë | Podział mandatów dla komitetów wyborczych na podstawie zmodyfikowanej metody Sainte-Laguë | Podział mandatów dla komitetów wyborczych na podstawie zmodyfikowanej metody Sainte-Laguë | Podział mandatów dla komitetów wyborczych na podstawie zmodyfikowanej metody Sainte-Laguë | Podział mandatów dla komitetów wyborczych na podstawie zmodyfikowanej metody Sainte-Laguë | Podział mandatów dla komitetów wyborczych na podstawie zmodyfikowanej metody Sainte-Laguë |
| Komitet wyborczy                                                                          | Komitet wyborczy                                                                          | Liczba głosów                                                                             | Iloraz wyborczy                                                                           | Iloraz wyborczy                                                                           | Iloraz wyborczy                                                                           | Iloraz wyborczy                                                                           | Iloraz wyborczy                                                                           | Iloraz wyborczy                                                                           | Iloraz wyborczy                                                                           | Iloraz wyborczy                                                                           | Iloraz wyborczy                                                                           | Mandaty                                                                                   | TP                                                                                        |
| Komitet wyborczy                                                                          | Komitet wyborczy                                                                          | Liczba głosów                                                                             | /1,4                                                                                      | /3                                                                                        | /5                                                                                        | /7                                                                                        | /9                                                                                        | /11                                                                                       | /13                                                                                       | ...                                                                                       | /29                                                                                       | Mandaty                                                                                   | TP                                                                                        |
| ----------------------------------------------------------------------------------------- | ----------------------------------------------------------------------------------------- | ----------------------------------------------------------------------------------------- | ----------------------------------------------------------------------------------------- | ----------------------------------------------------------------------------------------- | ----------------------------------------------------------------------------------------- | ----------------------------------------------------------------------------------------- | ----------------------------------------------------------------------------------------- | ----------------------------------------------------------------------------------------- | ----------------------------------------------------------------------------------------- | ----------------------------------------------------------------------------------------- | ----------------------------------------------------------------------------------------- | ----------------------------------------------------------------------------------------- | ----------------------------------------------------------------------------------------- |
|                                                                                           | KKW Sojusz Lewicy Demokratycznej – Unia Pracy                                             | 150 759                                                                                   | 107 685                                                                                   | 50 253                                                                                    | 30 152                                                                                    | 21 537                                                                                    | 16 751                                                                                    | 13 705                                                                                    | 11 597                                                                                    | ...                                                                                       | 5199                                                                                      | 6                                                                                         | 6,14                                                                                      |
|                                                                                           | Samoobrona Rzeczpospolitej Polskiej                                                       | 47 875                                                                                    | 34 196                                                                                    | 15 958                                                                                    | 9575                                                                                      | 6839                                                                                      | 5319                                                                                      | 4352                                                                                      | 3683                                                                                      | ...                                                                                       | 1651                                                                                      | 2                                                                                         | 1,95                                                                                      |
|                                                                                           | Liga Polskich Rodzin                                                                      | 46 879                                                                                    | 33 485                                                                                    | 15 626                                                                                    | 9376                                                                                      | 6697                                                                                      | 5209                                                                                      | 4262                                                                                      | 3606                                                                                      | ...                                                                                       | 1617                                                                                      | 2                                                                                         | 1,91                                                                                      |
|                                                                                           | Prawo i Sprawiedliwość                                                                    | 45 762                                                                                    | 32 687                                                                                    | 15 254                                                                                    | 9152                                                                                      | 6537                                                                                      | 5085                                                                                      | 4160                                                                                      | 3520                                                                                      | ...                                                                                       | 1578                                                                                      | 2                                                                                         | 1,86                                                                                      |
|                                                                                           | Polskie Stronnictwo Ludowe                                                                | 43 588                                                                                    | 31 134                                                                                    | 14 529                                                                                    | 8718                                                                                      | 6227                                                                                      | 4843                                                                                      | 3963                                                                                      | 3353                                                                                      | ...                                                                                       | 1503                                                                                      | 2                                                                                         | 1,78                                                                                      |
|                                                                                           | KWW Platforma Obywatelska                                                                 | 33 478                                                                                    | 23 913                                                                                    | 11 159                                                                                    | 6696                                                                                      | 4783                                                                                      | 3720                                                                                      | 3043                                                                                      | 2575                                                                                      | ...                                                                                       | 1154                                                                                      | 1                                                                                         | 1,36                                                                                      |
| Ogółem                                                                                    | Ogółem                                                                                    | 368 341                                                                                   | —                                                                                         | —                                                                                         | —                                                                                         | —                                                                                         | —                                                                                         | —                                                                                         | —                                                                                         | —                                                                                         | —                                                                                         | 15                                                                                        | 15                                                                                        |

### Wybory parlamentarne 2005
| Komitet wyborczy                                      | Komitet wyborczy                      | Głosów | %     | Mandaty | Wybrani posłowie                                                                                          |
| ----------------------------------------------------- | ------------------------------------- | ------ | ----- | ------- | --- |
|                                                       | Prawo i Sprawiedliwość                | 98 314 | 28,46 | 5       | Krzysztof Jurgiel, Jarosław Zieliński, Jacek Bogucki, Lech Kołakowski, Roman Czepe, Kazimierz Gwiazdowski |
|                                                       | Platforma Obywatelska RP              | 52 693 | 15,25 | 3       | Robert Tyszkiewicz, Józef Klim, Damian Raczkowski                                                         |
|                                                       | Sojusz Lewicy Demokratycznej          | 42 525 | 12,31 | 2       | Eugeniusz Czykwin, Marek Strzaliński                                                                      |
|                                                       | Samoobrona Rzeczpospolitej Polskiej   | 41 996 | 12,16 | 2       | Genowefa Wiśniowska, Janusz Wójcik                                                                        |
|                                                       | Liga Polskich Rodzin                  | 39 309 | 11,38 | 2       | Andrzej Fedorowicz, Jan Jarota                                                                            |
|                                                       | Polskie Stronnictwo Ludowe            | 28 984 | 8,39  | 1       | Edmund Borawski                                                                                           |
|                                                       | Socjaldemokracja Polska               | 13 191 | 3,82  | –       | |
|                                                       | Ruch Patriotyczny                     | 8898   | 2,58  | –       | |
|                                                       | Partia Demokratyczna – demokraci.pl   | 4882   | 1,41  | –       | |
|                                                       | Polska Partia Pracy                   | 4130   | 1,20  | –       | |
|                                                       | Dom Ojczysty                          | 3993   | 1,16  | –       | |
|                                                       | Platforma Janusza Korwin-Mikke        | 3929   | 1,14  | –       | |
|                                                       | Polska Partia Narodowa                | 1182   | 0,34  | –       | |
|                                                       | Inicjatywa RP                         | 1003   | 0,29  | –       | |
|                                                       | Polska Konfederacja – Godność i Praca | 457    | 0,13  | –       | |
| Frekwencja: 38,41% Źródło: Państwowa Komisja Wyborcza |                                       |        |       |         | |

W wyborach w województwie podlaskim zarejestrowanych zostało 15 list. Swoje głosy oddawać można było na 339 kandydatów, w tym 86 kobiet (25,37%). Na jeden mandat przypadało 22 kandydatów. W głosowaniu wzięło udział 363 569 osób (38,41% uprawnionych do głosowania).
We wszystkich podlaskich miastach na prawach powiatu wybory wygrało Prawo i Sprawiedliwość. PiS zwyciężył również w siedmiu spośród czternastu powiatów. W trzech powiatach największą ilość głosów zebrała Samoobrona Rzeczpospolitej Polskiej. W dwóch powiatach najwięcej głosów zebrały Sojusz Lewicy Demokratycznej oraz Polskie Stronnictwo Ludowe. Na poziomie gmin, PiS zwyciężyło w 45 gminach. W 27 gminach najwięcej głosów zebrała Samoobrona. PSL zwyciężył w 17 gminach, SLD – w 15, a Liga Polskich Rodzin w 6. W jednej gminie najwięcej głosów oddano na Platformę Obywatelską, Socjaldemokrację Polską oraz Dom Ojczysty.
Wśród 15 wybranych w województwie podlaskim posłów znalazła się jedna kobieta Genowefa Wiśniowska z Samoobrony. Najwięcej głosów zdobył Krzysztof Jurgiel (PiS). Doświadczenie parlamentarne posiadało 6 wybranych posłów.
Poniższa tabela przedstawia podział mandatów dla komitetów wyborczych na podstawie uzyskanych głosów, a następnie obliczonych ilorazów wyborczych na podstawie metody D’Hondta.
| Podział mandatów dla komitetów wyborczych na podstawie metody D’Hondta | Podział mandatów dla komitetów wyborczych na podstawie metody D’Hondta | Podział mandatów dla komitetów wyborczych na podstawie metody D’Hondta | Podział mandatów dla komitetów wyborczych na podstawie metody D’Hondta | Podział mandatów dla komitetów wyborczych na podstawie metody D’Hondta | Podział mandatów dla komitetów wyborczych na podstawie metody D’Hondta | Podział mandatów dla komitetów wyborczych na podstawie metody D’Hondta | Podział mandatów dla komitetów wyborczych na podstawie metody D’Hondta | Podział mandatów dla komitetów wyborczych na podstawie metody D’Hondta | Podział mandatów dla komitetów wyborczych na podstawie metody D’Hondta | Podział mandatów dla komitetów wyborczych na podstawie metody D’Hondta | Podział mandatów dla komitetów wyborczych na podstawie metody D’Hondta | Podział mandatów dla komitetów wyborczych na podstawie metody D’Hondta |
| Komitet wyborczy                                                       | Komitet wyborczy                                                       | Liczba głosów                                                          | Iloraz wyborczy                                                        | Iloraz wyborczy                                                        | Iloraz wyborczy                                                        | Iloraz wyborczy                                                        | Iloraz wyborczy                                                        | Iloraz wyborczy                                                        | Iloraz wyborczy                                                        | Iloraz wyborczy                                                        | Mandaty                                                                | TP                                                                     |
| Komitet wyborczy                                                       | Komitet wyborczy                                                       | Liczba głosów                                                          | /1                                                                     | /2                                                                     | /3                                                                     | /4                                                                     | /5                                                                     | /6                                                                     | ...                                                                    | /15                                                                    | Mandaty                                                                | TP                                                                     |
| ---------------------------------------------------------------------- | ---------------------------------------------------------------------- | ---------------------------------------------------------------------- | ---------------------------------------------------------------------- | ---------------------------------------------------------------------- | ---------------------------------------------------------------------- | ---------------------------------------------------------------------- | ---------------------------------------------------------------------- | ---------------------------------------------------------------------- | ---------------------------------------------------------------------- | ---------------------------------------------------------------------- | ---------------------------------------------------------------------- | ---------------------------------------------------------------------- |
|                                                                        | Prawo i Sprawiedliwość                                                 | 98 314                                                                 | 98 314                                                                 | 49 157                                                                 | 32 771                                                                 | 24 579                                                                 | 19 663                                                                 | 16 386                                                                 | ...                                                                    | 6554                                                                   | 5                                                                      | 4,85                                                                   |
|                                                                        | Platforma Obywatelska RP                                               | 52 693                                                                 | 52 693                                                                 | 26 347                                                                 | 17 564                                                                 | 13 173                                                                 | 10 539                                                                 | 8782                                                                   | ...                                                                    | 3513                                                                   | 3                                                                      | 2,60                                                                   |
|                                                                        | Sojusz Lewicy Demokratycznej                                           | 42 525                                                                 | 42 525                                                                 | 21 263                                                                 | 14 175                                                                 | 10 631                                                                 | 8505                                                                   | 7088                                                                   | ...                                                                    | 2835                                                                   | 2                                                                      | 2,10                                                                   |
|                                                                        | Samoobrona Rzeczpospolitej Polskiej                                    | 41 996                                                                 | 41 996                                                                 | 20 998                                                                 | 13 999                                                                 | 10 499                                                                 | 8399                                                                   | 6999                                                                   | ...                                                                    | 2800                                                                   | 2                                                                      | 2,07                                                                   |
|                                                                        | Liga Polskich Rodzin                                                   | 39 309                                                                 | 39 309                                                                 | 19 655                                                                 | 13 103                                                                 | 9827                                                                   | 7862                                                                   | 6552                                                                   | ...                                                                    | 2621                                                                   | 2                                                                      | 1,94                                                                   |
|                                                                        | Polskie Stronnictwo Ludowe                                             | 28 984                                                                 | 28 984                                                                 | 14 492                                                                 | 9661                                                                   | 7246                                                                   | 5797                                                                   | 4831                                                                   | ...                                                                    | 1932                                                                   | 1                                                                      | 1,43                                                                   |
| Ogółem                                                                 | Ogółem                                                                 | 303 821                                                                | —                                                                      | —                                                                      | —                                                                      | —                                                                      | —                                                                      | —                                                                      | —                                                                      | —                                                                      | 15                                                                     | 15                                                                     |

### Wybory parlamentarne 2007
| Komitet wyborczy                                      | Komitet wyborczy                      | Głosów  | %     | Mandaty | Wybrani posłowie |
| ----------------------------------------------------- | ------------------------------------- | ------- | ----- | ------- | --- |
|                                                       | Prawo i Sprawiedliwość                | 178 988 | 38,81 | 7       | Krzysztof Putra, Krzysztof Jurgiel, Jarosław Zieliński, Jacek Bogucki, Mariusz Kamiński, Lech Kołakowski, Kazimierz Gwiazdowski, Krzysztof Tołwiński |
|                                                       | Platforma Obywatelska RP              | 149 229 | 32,36 | 5       | Robert Tyszkiewicz, Damian Raczkowski, Józef Klim, Leszek Cieślik, Jacek Żalek                                                                       |
|                                                       | KKW Lewica i Demokraci SLD+SDPL+PD+UP | 67 891  | 14,72 | 2       | Jarosław Matwiejuk, Eugeniusz Czykwin |
|                                                       | Polskie Stronnictwo Ludowe            | 42 158  | 9,14  | 1       | Jan Kamiński |
|                                                       | Samoobrona Rzeczpospolitej Polskiej   | 9303    | 2,02  | –       | |
|                                                       | Liga Polskich Rodzin                  | 6634    | 1,44  | –       | |
|                                                       | Partia Kobiet                         | 4142    | 0,90  | –       | |
|                                                       | Polska Partia Pracy                   | 2835    | 0,61  | –       | |
| Frekwencja: 49,50% Źródło: Państwowa Komisja Wyborcza |                                       |         |       |         | |

Poniższa tabela przedstawia podział mandatów dla komitetów wyborczych na podstawie uzyskanych głosów, a następnie obliczonych ilorazów wyborczych na podstawie metody D’Hondta.
| Podział mandatów dla komitetów wyborczych na podstawie metody D’Hondta | Podział mandatów dla komitetów wyborczych na podstawie metody D’Hondta | Podział mandatów dla komitetów wyborczych na podstawie metody D’Hondta | Podział mandatów dla komitetów wyborczych na podstawie metody D’Hondta | Podział mandatów dla komitetów wyborczych na podstawie metody D’Hondta | Podział mandatów dla komitetów wyborczych na podstawie metody D’Hondta | Podział mandatów dla komitetów wyborczych na podstawie metody D’Hondta | Podział mandatów dla komitetów wyborczych na podstawie metody D’Hondta | Podział mandatów dla komitetów wyborczych na podstawie metody D’Hondta | Podział mandatów dla komitetów wyborczych na podstawie metody D’Hondta | Podział mandatów dla komitetów wyborczych na podstawie metody D’Hondta | Podział mandatów dla komitetów wyborczych na podstawie metody D’Hondta | Podział mandatów dla komitetów wyborczych na podstawie metody D’Hondta | Podział mandatów dla komitetów wyborczych na podstawie metody D’Hondta | Podział mandatów dla komitetów wyborczych na podstawie metody D’Hondta |
| Komitet wyborczy                                                       | Komitet wyborczy                                                       | Liczba głosów                                                          | Iloraz wyborczy                                                        | Iloraz wyborczy                                                        | Iloraz wyborczy                                                        | Iloraz wyborczy                                                        | Iloraz wyborczy                                                        | Iloraz wyborczy                                                        | Iloraz wyborczy                                                        | Iloraz wyborczy                                                        | Iloraz wyborczy                                                        | Iloraz wyborczy                                                        | Mandaty                                                                | TP                                                                     |
| Komitet wyborczy                                                       | Komitet wyborczy                                                       | Liczba głosów                                                          | /1                                                                     | /2                                                                     | /3                                                                     | /4                                                                     | /5                                                                     | /6                                                                     | /7                                                                     | /8                                                                     | ...                                                                    | /15                                                                    | Mandaty                                                                | TP                                                                     |
| ---------------------------------------------------------------------- | ---------------------------------------------------------------------- | ---------------------------------------------------------------------- | ---------------------------------------------------------------------- | ---------------------------------------------------------------------- | ---------------------------------------------------------------------- | ---------------------------------------------------------------------- | ---------------------------------------------------------------------- | ---------------------------------------------------------------------- | ---------------------------------------------------------------------- | ---------------------------------------------------------------------- | ---------------------------------------------------------------------- | ---------------------------------------------------------------------- | ---------------------------------------------------------------------- | ---------------------------------------------------------------------- |
|                                                                        | Prawo i Sprawiedliwość                                                 | 178 988                                                                | 178 988                                                                | 89 494                                                                 | 59 663                                                                 | 44 747                                                                 | 35 798                                                                 | 29 831                                                                 | 25 570                                                                 | 22 374                                                                 | ...                                                                    | 11 933                                                                 | 7                                                                      | 6,13                                                                   |
|                                                                        | Platforma Obywatelska RP                                               | 149 229                                                                | 149 229                                                                | 74 615                                                                 | 49 743                                                                 | 37 307                                                                 | 29 846                                                                 | 24 872                                                                 | 21 318                                                                 | 18 654                                                                 | ...                                                                    | 9949                                                                   | 5                                                                      | 5,11                                                                   |
|                                                                        | KKW Lewica i Demokraci SLD+SDPL+PD+UP                                  | 67 891                                                                 | 67 891                                                                 | 33 946                                                                 | 22 630                                                                 | 16 973                                                                 | 13 578                                                                 | 11 315                                                                 | 9699                                                                   | 8486                                                                   | ...                                                                    | 4526                                                                   | 2                                                                      | 2,32                                                                   |
|                                                                        | Polskie Stronnictwo Ludowe                                             | 42 158                                                                 | 42 158                                                                 | 21 079                                                                 | 14 053                                                                 | 10 540                                                                 | 8432                                                                   | 7026                                                                   | 6023                                                                   | 5270                                                                   | ...                                                                    | 2811                                                                   | 1                                                                      | 1,44                                                                   |
| Ogółem                                                                 | Ogółem                                                                 | 438 266                                                                | —                                                                      | —                                                                      | —                                                                      | —                                                                      | —                                                                      | —                                                                      | —                                                                      | —                                                                      | —                                                                      | —                                                                      | 15                                                                     | 15                                                                     |

### Wybory parlamentarne 2011
| Komitet wyborczy                                      | Komitet wyborczy                              | Głosów  | %     | Mandaty | Wybrani posłowie                                                                                             |
| ----------------------------------------------------- | --------------------------------------------- | ------- | ----- | ------- | --- |
|                                                       | Prawo i Sprawiedliwość                        | 158 572 | 36,99 | 6       | Krzysztof Jurgiel, Mariusz Kamiński, Jarosław Zieliński, Dariusz Piontkowski, Lech Kołakowski, Jacek Bogucki |
|                                                       | Platforma Obywatelska RP                      | 127 224 | 29,68 | 5       | Barbara Kudrycka, Robert Tyszkiewicz, Damian Raczkowski, Bożena Kamińska, Jacek Żalek, Aleksander Sosna      |
|                                                       | Polskie Stronnictwo Ludowe                    | 47 338  | 11,04 | 1       | Edmund Borawski                                                                                              |
|                                                       | Sojusz Lewicy Demokratycznej                  | 40 603  | 9,47  | 1       | Eugeniusz Czykwin                                                                                            |
|                                                       | Ruch Palikota                                 | 34 397  | 8,02  | 1       | Adam Rybakowicz                                                                                              |
|                                                       | Polska Jest Najważniejsza                     | 9616    | 2,24  | –       | |
|                                                       | Nowa Prawica – Janusza Korwin-Mikke           | 6820    | 1,59  | –       | |
|                                                       | Polska Partia Pracy – Sierpień 80             | 1669    | 0,39  | –       | |
|                                                       | Prawica                                       | 1279    | 0,30  | –       | |
|                                                       | Nasz Dom Polska – Samoobrona Andrzeja Leppera | 1205    | 0,28  | –       | |
| Frekwencja: 46,57% Źródło: Państwowa Komisja Wyborcza |                                               |         |       |         | |

Poniższa tabela przedstawia podział mandatów dla komitetów wyborczych na podstawie uzyskanych głosów, a następnie obliczonych ilorazów wyborczych na podstawie metody D’Hondta.
| Podział mandatów dla komitetów wyborczych na podstawie metody D’Hondta | Podział mandatów dla komitetów wyborczych na podstawie metody D’Hondta | Podział mandatów dla komitetów wyborczych na podstawie metody D’Hondta | Podział mandatów dla komitetów wyborczych na podstawie metody D’Hondta | Podział mandatów dla komitetów wyborczych na podstawie metody D’Hondta | Podział mandatów dla komitetów wyborczych na podstawie metody D’Hondta | Podział mandatów dla komitetów wyborczych na podstawie metody D’Hondta | Podział mandatów dla komitetów wyborczych na podstawie metody D’Hondta | Podział mandatów dla komitetów wyborczych na podstawie metody D’Hondta | Podział mandatów dla komitetów wyborczych na podstawie metody D’Hondta | Podział mandatów dla komitetów wyborczych na podstawie metody D’Hondta | Podział mandatów dla komitetów wyborczych na podstawie metody D’Hondta | Podział mandatów dla komitetów wyborczych na podstawie metody D’Hondta | Podział mandatów dla komitetów wyborczych na podstawie metody D’Hondta |
| Komitet wyborczy                                                       | Komitet wyborczy                                                       | Liczba głosów                                                          | Iloraz wyborczy                                                        | Iloraz wyborczy                                                        | Iloraz wyborczy                                                        | Iloraz wyborczy                                                        | Iloraz wyborczy                                                        | Iloraz wyborczy                                                        | Iloraz wyborczy                                                        | Iloraz wyborczy                                                        | Iloraz wyborczy                                                        | Mandaty                                                                | TP                                                                     |
| Komitet wyborczy                                                       | Komitet wyborczy                                                       | Liczba głosów                                                          | /1                                                                     | /2                                                                     | /3                                                                     | /4                                                                     | /5                                                                     | /6                                                                     | /7                                                                     | ...                                                                    | /14                                                                    | Mandaty                                                                | TP                                                                     |
| ---------------------------------------------------------------------- | ---------------------------------------------------------------------- | ---------------------------------------------------------------------- | ---------------------------------------------------------------------- | ---------------------------------------------------------------------- | ---------------------------------------------------------------------- | ---------------------------------------------------------------------- | ---------------------------------------------------------------------- | ---------------------------------------------------------------------- | ---------------------------------------------------------------------- | ---------------------------------------------------------------------- | ---------------------------------------------------------------------- | ---------------------------------------------------------------------- | ---------------------------------------------------------------------- |
|                                                                        | Prawo i Sprawiedliwość                                                 | 158 572                                                                | 158 572                                                                | 79 286                                                                 | 52 857                                                                 | 39 643                                                                 | 31 714                                                                 | 26 429                                                                 | 22 653                                                                 | ...                                                                    | 11 327                                                                 | 6                                                                      | 5,44                                                                   |
|                                                                        | Platforma Obywatelska RP                                               | 127 224                                                                | 127 224                                                                | 63 612                                                                 | 42 408                                                                 | 31 806                                                                 | 25 445                                                                 | 21 204                                                                 | 18 175                                                                 | ...                                                                    | 9087                                                                   | 5                                                                      | 4,36                                                                   |
|                                                                        | Polskie Stronnictwo Ludowe                                             | 47 338                                                                 | 47 338                                                                 | 23 669                                                                 | 15 779                                                                 | 11 835                                                                 | 9468                                                                   | 7890                                                                   | 6763                                                                   | ...                                                                    | 3381                                                                   | 1                                                                      | 1,62                                                                   |
|                                                                        | Sojusz Lewicy Demokratycznej                                           | 40 603                                                                 | 40 603                                                                 | 20 302                                                                 | 13 534                                                                 | 10 151                                                                 | 8121                                                                   | 6767                                                                   | 5800                                                                   | ...                                                                    | 2900                                                                   | 1                                                                      | 1,39                                                                   |
|                                                                        | Ruch Palikota                                                          | 34 397                                                                 | 34 397                                                                 | 17 199                                                                 | 11 466                                                                 | 8599                                                                   | 6879                                                                   | 5733                                                                   | 4914                                                                   | ...                                                                    | 2457                                                                   | 1                                                                      | 1,18                                                                   |
| Ogółem                                                                 | Ogółem                                                                 | 408 134                                                                | —                                                                      | —                                                                      | —                                                                      | —                                                                      | —                                                                      | —                                                                      | —                                                                      | —                                                                      | —                                                                      | 14                                                                     | 14                                                                     |

### Wybory parlamentarne 2015
| Komitet wyborczy                                      | Komitet wyborczy                             | Głosów  | %     | Mandaty | Wybrani posłowie |
| ----------------------------------------------------- | -------------------------------------------- | ------- | ----- | ------- | --- |
|                                                       | Prawo i Sprawiedliwość                       | 197 575 | 45,38 | 8       | Krzysztof Jurgiel, Jarosław Zieliński, Dariusz Piontkowski, Lech Kołakowski, Jacek Żalek, Jacek Bogucki, Bernadeta Krynicka, Kazimierz Gwiazdowski, Henryk Wnorowski |
|                                                       | Platforma Obywatelska RP                     | 72 894  | 16,74 | 3       | Robert Tyszkiewicz, Tomasz Cimoszewicz, Bożena Kamińska |
|                                                       | KWW Kukiz’15                                 | 39 509  | 9,07  | 1       | Adam Andruszkiewicz |
|                                                       | Polskie Stronnictwo Ludowe                   | 35 116  | 8,07  | 1       | Mieczysław Baszko |
|                                                       | KKW Zjednoczona Lewica SLD+TR+PPS+UP+Zieloni | 32 015  | 7,36  | –       | |
|                                                       | Nowoczesna Ryszarda Petru                    | 23 361  | 5,37  | 1       | Krzysztof Truskolaski |
|                                                       | KORWiN                                       | 20 297  | 4,66  | –       | |
|                                                       | Partia Razem                                 | 11 258  | 2,59  | –       | |
|                                                       | KWW Zbigniewa Stonogi                        | 2088    | 0,48  | –       | |
|                                                       | Kongres Nowej Prawicy                        | 629     | 0,14  | –       | |
|                                                       | Samoobrona                                   | 626     | 0,14  | –       | |
| Frekwencja: 47,10% Źródło: Państwowa Komisja Wyborcza |                                              |         |       |         | |

Poniższa tabela przedstawia podział mandatów dla komitetów wyborczych na podstawie uzyskanych głosów, a następnie obliczonych ilorazów wyborczych na podstawie metody D’Hondta.
| Podział mandatów dla komitetów wyborczych na podstawie metody D’Hondta | Podział mandatów dla komitetów wyborczych na podstawie metody D’Hondta | Podział mandatów dla komitetów wyborczych na podstawie metody D’Hondta | Podział mandatów dla komitetów wyborczych na podstawie metody D’Hondta | Podział mandatów dla komitetów wyborczych na podstawie metody D’Hondta | Podział mandatów dla komitetów wyborczych na podstawie metody D’Hondta | Podział mandatów dla komitetów wyborczych na podstawie metody D’Hondta | Podział mandatów dla komitetów wyborczych na podstawie metody D’Hondta | Podział mandatów dla komitetów wyborczych na podstawie metody D’Hondta | Podział mandatów dla komitetów wyborczych na podstawie metody D’Hondta | Podział mandatów dla komitetów wyborczych na podstawie metody D’Hondta | Podział mandatów dla komitetów wyborczych na podstawie metody D’Hondta | Podział mandatów dla komitetów wyborczych na podstawie metody D’Hondta | Podział mandatów dla komitetów wyborczych na podstawie metody D’Hondta | Podział mandatów dla komitetów wyborczych na podstawie metody D’Hondta | Podział mandatów dla komitetów wyborczych na podstawie metody D’Hondta |
| Komitet wyborczy                                                       | Komitet wyborczy                                                       | Liczba głosów                                                          | Iloraz wyborczy                                                        | Iloraz wyborczy                                                        | Iloraz wyborczy                                                        | Iloraz wyborczy                                                        | Iloraz wyborczy                                                        | Iloraz wyborczy                                                        | Iloraz wyborczy                                                        | Iloraz wyborczy                                                        | Iloraz wyborczy                                                        | Iloraz wyborczy                                                        | Iloraz wyborczy                                                        | Mandaty                                                                | TP                                                                     |
| Komitet wyborczy                                                       | Komitet wyborczy                                                       | Liczba głosów                                                          | /1                                                                     | /2                                                                     | /3                                                                     | /4                                                                     | /5                                                                     | /6                                                                     | /7                                                                     | /8                                                                     | /9                                                                     | ...                                                                    | /14                                                                    | Mandaty                                                                | TP                                                                     |
| ---------------------------------------------------------------------- | ---------------------------------------------------------------------- | ---------------------------------------------------------------------- | ---------------------------------------------------------------------- | ---------------------------------------------------------------------- | ---------------------------------------------------------------------- | ---------------------------------------------------------------------- | ---------------------------------------------------------------------- | ---------------------------------------------------------------------- | ---------------------------------------------------------------------- | ---------------------------------------------------------------------- | ---------------------------------------------------------------------- | ---------------------------------------------------------------------- | ---------------------------------------------------------------------- | ---------------------------------------------------------------------- | ---------------------------------------------------------------------- |
|                                                                        | Prawo i Sprawiedliwość                                                 | 197 575                                                                | 197 575                                                                | 98 788                                                                 | 65 858                                                                 | 49 394                                                                 | 39 515                                                                 | 32 929                                                                 | 28 225                                                                 | 24 697                                                                 | 21 953                                                                 | ...                                                                    | 14 113                                                                 | 8                                                                      | 7,51                                                                   |
|                                                                        | Platforma Obywatelska RP                                               | 72 894                                                                 | 72 894                                                                 | 36 447                                                                 | 24 298                                                                 | 18 224                                                                 | 14 579                                                                 | 12 149                                                                 | 10 413                                                                 | 9112                                                                   | 8099                                                                   | ...                                                                    | 5207                                                                   | 3                                                                      | 2,77                                                                   |
|                                                                        | KWW Kukiz’15                                                           | 39 509                                                                 | 39 509                                                                 | 19 755                                                                 | 13 170                                                                 | 9877                                                                   | 7902                                                                   | 6858                                                                   | 5644                                                                   | 4939                                                                   | 4390                                                                   | ...                                                                    | 2822                                                                   | 1                                                                      | 1,50                                                                   |
|                                                                        | Polskie Stronnictwo Ludowe                                             | 35 116                                                                 | 35 116                                                                 | 17 558                                                                 | 11 705                                                                 | 8779                                                                   | 7023                                                                   | 5853                                                                   | 5017                                                                   | 4390                                                                   | 3902                                                                   | ...                                                                    | 2508                                                                   | 1                                                                      | 1,33                                                                   |
|                                                                        | Nowoczesna Ryszarda Petru                                              | 23 361                                                                 | 23 361                                                                 | 11 681                                                                 | 7787                                                                   | 5840                                                                   | 4672                                                                   | 3894                                                                   | 3337                                                                   | 2920                                                                   | 2596                                                                   | ...                                                                    | 1669                                                                   | 1                                                                      | 0,89                                                                   |
| Ogółem                                                                 | Ogółem                                                                 | 368 455                                                                | —                                                                      | —                                                                      | —                                                                      | —                                                                      | —                                                                      | —                                                                      | —                                                                      | —                                                                      | —                                                                      | —                                                                      | —                                                                      | 14                                                                     | 14                                                                     |

### Wybory parlamentarne 2019
| Komitet wyborczy                                      | Komitet wyborczy                           | Głosów  | %     | Mandaty | Wybrani posłowie |
| ----------------------------------------------------- | ------------------------------------------ | ------- | ----- | ------- | --- |
|                                                       | Prawo i Sprawiedliwość                     | 270 888 | 52,04 | 8       | Dariusz Piontkowski, Jarosław Zieliński, Adam Andruszkiewicz, Lech Kołakowski, Kazimierz Gwiazdowski, Aleksandra Szczudło, Jacek Żalek, Mieczysław Baszko |
|                                                       | KKW Koalicja Obywatelska PO .N iPL Zieloni | 109 527 | 21,04 | 3       | Krzysztof Truskolaski, Robert Tyszkiewicz, Eugeniusz Czykwin                                                                                              |
|                                                       | Polskie Stronnictwo Ludowe                 | 48 566  | 9,33  | 1       | Stefan Krajewski |
|                                                       | Sojusz Lewicy Demokratycznej               | 47 342  | 9,09  | 1       | Paweł Krutul |
|                                                       | Konfederacja Wolność i Niepodległość       | 36 207  | 6,96  | 1       | Robert Winnicki |
|                                                       | KWW Koalicja Bezpartyjni i Samorządowcy    | 4001    | 0,77  | –       | |
|                                                       | Skuteczni Piotra Liroya-Marca              | 2272    | 0,44  | –       | |
|                                                       | Akcja Zawiedzionych Emerytów i Rencistów   | 1775    | 0,34  | –       | |
| Frekwencja: 56,97% Źródło: Państwowa Komisja Wyborcza |                                            |         |       |         | |

Poniższa tabela przedstawia podział mandatów dla komitetów wyborczych na podstawie uzyskanych głosów, a następnie obliczonych ilorazów wyborczych na podstawie metody D’Hondta.
| Podział mandatów dla komitetów wyborczych na podstawie metody D’Hondta | Podział mandatów dla komitetów wyborczych na podstawie metody D’Hondta | Podział mandatów dla komitetów wyborczych na podstawie metody D’Hondta | Podział mandatów dla komitetów wyborczych na podstawie metody D’Hondta | Podział mandatów dla komitetów wyborczych na podstawie metody D’Hondta | Podział mandatów dla komitetów wyborczych na podstawie metody D’Hondta | Podział mandatów dla komitetów wyborczych na podstawie metody D’Hondta | Podział mandatów dla komitetów wyborczych na podstawie metody D’Hondta | Podział mandatów dla komitetów wyborczych na podstawie metody D’Hondta | Podział mandatów dla komitetów wyborczych na podstawie metody D’Hondta | Podział mandatów dla komitetów wyborczych na podstawie metody D’Hondta | Podział mandatów dla komitetów wyborczych na podstawie metody D’Hondta | Podział mandatów dla komitetów wyborczych na podstawie metody D’Hondta | Podział mandatów dla komitetów wyborczych na podstawie metody D’Hondta | Podział mandatów dla komitetów wyborczych na podstawie metody D’Hondta | Podział mandatów dla komitetów wyborczych na podstawie metody D’Hondta |
| Komitet wyborczy                                                       | Komitet wyborczy                                                       | Liczba głosów                                                          | Iloraz wyborczy                                                        | Iloraz wyborczy                                                        | Iloraz wyborczy                                                        | Iloraz wyborczy                                                        | Iloraz wyborczy                                                        | Iloraz wyborczy                                                        | Iloraz wyborczy                                                        | Iloraz wyborczy                                                        | Iloraz wyborczy                                                        | Iloraz wyborczy                                                        | Iloraz wyborczy                                                        | Mandaty                                                                | TP                                                                     |
| Komitet wyborczy                                                       | Komitet wyborczy                                                       | Liczba głosów                                                          | /1                                                                     | /2                                                                     | /3                                                                     | /4                                                                     | /5                                                                     | /6                                                                     | /7                                                                     | /8                                                                     | /9                                                                     | ...                                                                    | /14                                                                    | Mandaty                                                                | TP                                                                     |
| ---------------------------------------------------------------------- | ---------------------------------------------------------------------- | ---------------------------------------------------------------------- | ---------------------------------------------------------------------- | ---------------------------------------------------------------------- | ---------------------------------------------------------------------- | ---------------------------------------------------------------------- | ---------------------------------------------------------------------- | ---------------------------------------------------------------------- | ---------------------------------------------------------------------- | ---------------------------------------------------------------------- | ---------------------------------------------------------------------- | ---------------------------------------------------------------------- | ---------------------------------------------------------------------- | ---------------------------------------------------------------------- | ---------------------------------------------------------------------- |
|                                                                        | Prawo i Sprawiedliwość                                                 | 270 888                                                                | 270 888                                                                | 135 444                                                                | 90 296                                                                 | 67 722                                                                 | 54 178                                                                 | 45 148                                                                 | 38 698                                                                 | 33 861                                                                 | 30 099                                                                 | ...                                                                    | 19 349                                                                 | 8                                                                      | 7,40                                                                   |
|                                                                        | KKW Koalicja Obywatelska PO .N iPL Zieloni                             | 109 527                                                                | 109 527                                                                | 54 764                                                                 | 36 509                                                                 | 27 382                                                                 | 21 905                                                                 | 18 522                                                                 | 15 647                                                                 | 13 691                                                                 | 12 170                                                                 | ...                                                                    | 7823                                                                   | 3                                                                      | 2,99                                                                   |
|                                                                        | Polskie Stronnictwo Ludowe                                             | 48 566                                                                 | 48 566                                                                 | 24 283                                                                 | 16 189                                                                 | 12 142                                                                 | 9713                                                                   | 8094                                                                   | 6938                                                                   | 6071                                                                   | 5396                                                                   | ...                                                                    | 3469                                                                   | 1                                                                      | 1,33                                                                   |
|                                                                        | Sojusz Lewicy Demokratycznej                                           | 47 342                                                                 | 47 342                                                                 | 23 671                                                                 | 15 781                                                                 | 11 836                                                                 | 9468                                                                   | 7890                                                                   | 6763                                                                   | 5918                                                                   | 5260                                                                   | ...                                                                    | 3382                                                                   | 1                                                                      | 1,29                                                                   |
|                                                                        | Konfederacja Wolność i Niepodległość                                   | 36 207                                                                 | 36 207                                                                 | 18 104                                                                 | 12 609                                                                 | 9052                                                                   | 7241                                                                   | 6035                                                                   | 5172                                                                   | 4526                                                                   | 4023                                                                   | ...                                                                    | 2586                                                                   | 1                                                                      | 0,99                                                                   |
| Ogółem                                                                 | Ogółem                                                                 | 512 530                                                                | —                                                                      | —                                                                      | —                                                                      | —                                                                      | —                                                                      | —                                                                      | —                                                                      | —                                                                      | —                                                                      | —                                                                      | —                                                                      | 14                                                                     | 14                                                                     |

### Wybory parlamentarne 2023
| Komitet wyborczy                                      | Komitet wyborczy                                                           | Głosów  | %     | Mandaty | Wybrani posłowie |
| ----------------------------------------------------- | -------------------------------------------------------------------------- | ------- | ----- | ------- | --- |
|                                                       | Prawo i Sprawiedliwość                                                     | 258 277 | 42,39 | 7       | Jacek Sasin, Adam Andruszkiewicz, Dariusz Piontkowski, Jarosław Zieliński, Jacek Bogucki, Kazimierz Gwiazdowski, Sebastian Łukaszewicz |
|                                                       | KKW Koalicja Obywatelska PO .N iPL Zieloni                                 | 126 971 | 20,84 | 3       | Krzysztof Truskolaski, Alicja Łepkowska-Gołaś, Jacek Niedźwiedzki                                                                      |
|                                                       | KKW Trzecia Droga Polska 2050 Szymona Hołowni – Polskie Stronnictwo Ludowe | 114 898 | 18,86 | 3       | Szymon Hołownia, Stefan Krajewski, Barbara Okuła                                                                                       |
|                                                       | Konfederacja Wolność i Niepodległość                                       | 59 648  | 9,79  | 1       | Krzysztof Bosak |
|                                                       | Nowa Lewica                                                                | 29 478  | 4,84  | –       | |
|                                                       | Polska Jest Jedna                                                          | 9998    | 1,64  | –       | |
|                                                       | Bezpartyjni Samorządowcy                                                   | 7081    | 1,16  | –       | |
|                                                       | KWW Ruchu Dobrobytu i Pokoju                                               | 2893    | 0,47  | –       | |
| Frekwencja: 70,36% Źródło: Państwowa Komisja Wyborcza |                                                                            |         |       |         | |

Poniższa tabela przedstawia podział mandatów dla komitetów wyborczych na podstawie uzyskanych głosów, a następnie obliczonych ilorazów wyborczych na podstawie metody D’Hondta.
| Podział mandatów dla komitetów wyborczych na podstawie metody D’Hondta | Podział mandatów dla komitetów wyborczych na podstawie metody D’Hondta     | Podział mandatów dla komitetów wyborczych na podstawie metody D’Hondta | Podział mandatów dla komitetów wyborczych na podstawie metody D’Hondta | Podział mandatów dla komitetów wyborczych na podstawie metody D’Hondta | Podział mandatów dla komitetów wyborczych na podstawie metody D’Hondta | Podział mandatów dla komitetów wyborczych na podstawie metody D’Hondta | Podział mandatów dla komitetów wyborczych na podstawie metody D’Hondta | Podział mandatów dla komitetów wyborczych na podstawie metody D’Hondta | Podział mandatów dla komitetów wyborczych na podstawie metody D’Hondta | Podział mandatów dla komitetów wyborczych na podstawie metody D’Hondta | Podział mandatów dla komitetów wyborczych na podstawie metody D’Hondta | Podział mandatów dla komitetów wyborczych na podstawie metody D’Hondta | Podział mandatów dla komitetów wyborczych na podstawie metody D’Hondta | Podział mandatów dla komitetów wyborczych na podstawie metody D’Hondta | Podział mandatów dla komitetów wyborczych na podstawie metody D’Hondta |
| Komitet wyborczy                                                       | Komitet wyborczy                                                           | Liczba głosów                                                          | Iloraz wyborczy                                                        | Iloraz wyborczy                                                        | Iloraz wyborczy                                                        | Iloraz wyborczy                                                        | Iloraz wyborczy                                                        | Iloraz wyborczy                                                        | Iloraz wyborczy                                                        | Iloraz wyborczy                                                        | Iloraz wyborczy                                                        | Iloraz wyborczy                                                        | Mandaty                                                                | TP                                                                     |                                                                        |
| Komitet wyborczy                                                       | Komitet wyborczy                                                           | Liczba głosów                                                          | /1                                                                     | /2                                                                     | /3                                                                     | /4                                                                     | /5                                                                     | /6                                                                     | /7                                                                     | /8                                                                     | ...                                                                    | /14                                                                    | Mandaty                                                                | TP                                                                     |                                                                        |
| ---------------------------------------------------------------------- | -------------------------------------------------------------------------- | ---------------------------------------------------------------------- | ---------------------------------------------------------------------- | ---------------------------------------------------------------------- | ---------------------------------------------------------------------- | ---------------------------------------------------------------------- | ---------------------------------------------------------------------- | ---------------------------------------------------------------------- | ---------------------------------------------------------------------- | ---------------------------------------------------------------------- | ---------------------------------------------------------------------- | ---------------------------------------------------------------------- | ---------------------------------------------------------------------- | ---------------------------------------------------------------------- | ---------------------------------------------------------------------- |
|                                                                        | Prawo i Sprawiedliwość                                                     | 258 277                                                                | 258 277                                                                | 129 139                                                                | 86 092                                                                 | 64 569                                                                 | 51 655                                                                 | 43 046                                                                 | 36 897                                                                 | 32 285                                                                 | ...                                                                    | 18 448                                                                 | 7                                                                      | 6,14                                                                   |                                                                        |
|                                                                        | KKW Koalicja Obywatelska PO .N iPL Zieloni                                 | 126 971                                                                | 126 971                                                                | 63 486                                                                 | 42 324                                                                 | 31 743                                                                 | 25 394                                                                 | 21 162                                                                 | 18 139                                                                 | 15 871                                                                 | ...                                                                    | 9069                                                                   | 3                                                                      | 3,02                                                                   |                                                                        |
|                                                                        | KKW Trzecia Droga Polska 2050 Szymona Hołowni – Polskie Stronnictwo Ludowe | 114 898                                                                | 114 898                                                                | 57 449                                                                 | 38 299                                                                 | 28 725                                                                 | 22 980                                                                 | 19 150                                                                 | 16 414                                                                 | 14 362                                                                 | ...                                                                    | 8207                                                                   | 3                                                                      | 2,73                                                                   |                                                                        |
|                                                                        | Konfederacja Wolność i Niepodległość                                       | 59 648                                                                 | 59 648                                                                 | 29 824                                                                 | 19 883                                                                 | 14 912                                                                 | 11 930                                                                 | 9941                                                                   | 8521                                                                   | 7456                                                                   | ...                                                                    | 4261                                                                   | 1                                                                      | 1,42                                                                   |                                                                        |
|                                                                        | Nowa Lewica                                                                | 29 478                                                                 | 29 478                                                                 | 14 739                                                                 | 9826                                                                   | 7370                                                                   | 5896                                                                   | 4913                                                                   | 4211                                                                   | 3685                                                                   | ...                                                                    | 2106                                                                   | 0                                                                      | 0,70                                                                   |                                                                        |
| Ogółem                                                                 | Ogółem                                                                     | 589 272                                                                | —                                                                      | —                                                                      | —                                                                      | —                                                                      | —                                                                      | —                                                                      | —                                                                      | —                                                                      | —                                                                      | —                                                                      | 14                                                                     | 14                                                                     |                                                                        |